# Ali Azizi
Pour les articles homonymes, voir Azizi.
Ali Azizi est un karatéka né en 1971 en Iran.

## Biographie
Dès l'age de 10 ans, il se familiarise avec les arts martiaux. 
Il commence le karaté à l’âge de 13 ans et s'oriente vers le style Gôjû Ryû dès 1989.
En mars 2000, il se voit attribuer le grade de Yondan (4e Dan) des mains de Goshi Yamaguchi lui-même, fils de Gogen Yamaguchi et Président de l'organisation mondiale de karaté Goju IKGA (International Karate-Do Goju-Ryu Association).
En 2005, Ali Azizi est le plus haut gradé de Goju Japonais en Belgique francophone. Il commence l'enseignement du Goju-Ryu en Communauté française de Belgique en octobre 2000 dans la ville de Liège. Il est actuellement le président de la Belgium Goju-Ryu Karatedo Kuyukai. Il a reçu son 5e Dan des mains de Shihan Osamu Hirano (8e Dan JKF) en 2005 et 6e Dan en 2012.
Il est un des grands porteurs du style de l'école Goju-Ryu Kuyukai en Europe.